# Suomenselkä

Suomenselkä på karta över Finland: det gröna området innanför Österbottens kustland.

Suomenselkä är en ås som fungerar som vattendelare, som går tvärs över Finland från Sideby i sydväst ända till landets östgräns, via bland annat Salamajärvi nationalpark. 
Åsen är en rest från istiden. Nordväst om Suomenselkä präglas vattendragen av de stora, österbottniska älvarna som mynnar ut i Bottniska viken. Finlands omfattande insjösystem ligger på andra sidan av åsen.